# Guanozin-trifoszfát
A guanozin-trifoszfát (GTP) egy purin-nukleotid. 
Főként a genetikai transzkripció során keletkezik, amikor is az RNS-szintézisben szubsztrátként használják fel.
A metabolikus reakciókban energiaforrás és szubsztrát-aktivátor szerepe is lehet, az ATP-hez hasonlóan, de annál specifikusabban.
A fehérjeszintézisnél (genetikai transzláció) is lehet energiaforrás szerepe.
A GTP elengedhetetlen a szignál-transzdukciós mechanizmusokban is, főként a G-proteinekben, ahol GDP-vé alakul a GTPáz enzimek hatására.

## Energiaátvitel
A GTP a sejtben energiaátvitelért felelős.
Például a citromsavciklus során minden ciklusban egy GTP molekula képződik. Ez egy ATP molekulának felel meg, mivel a GTP ATP-vé alakulhat.